# 霓虹燈

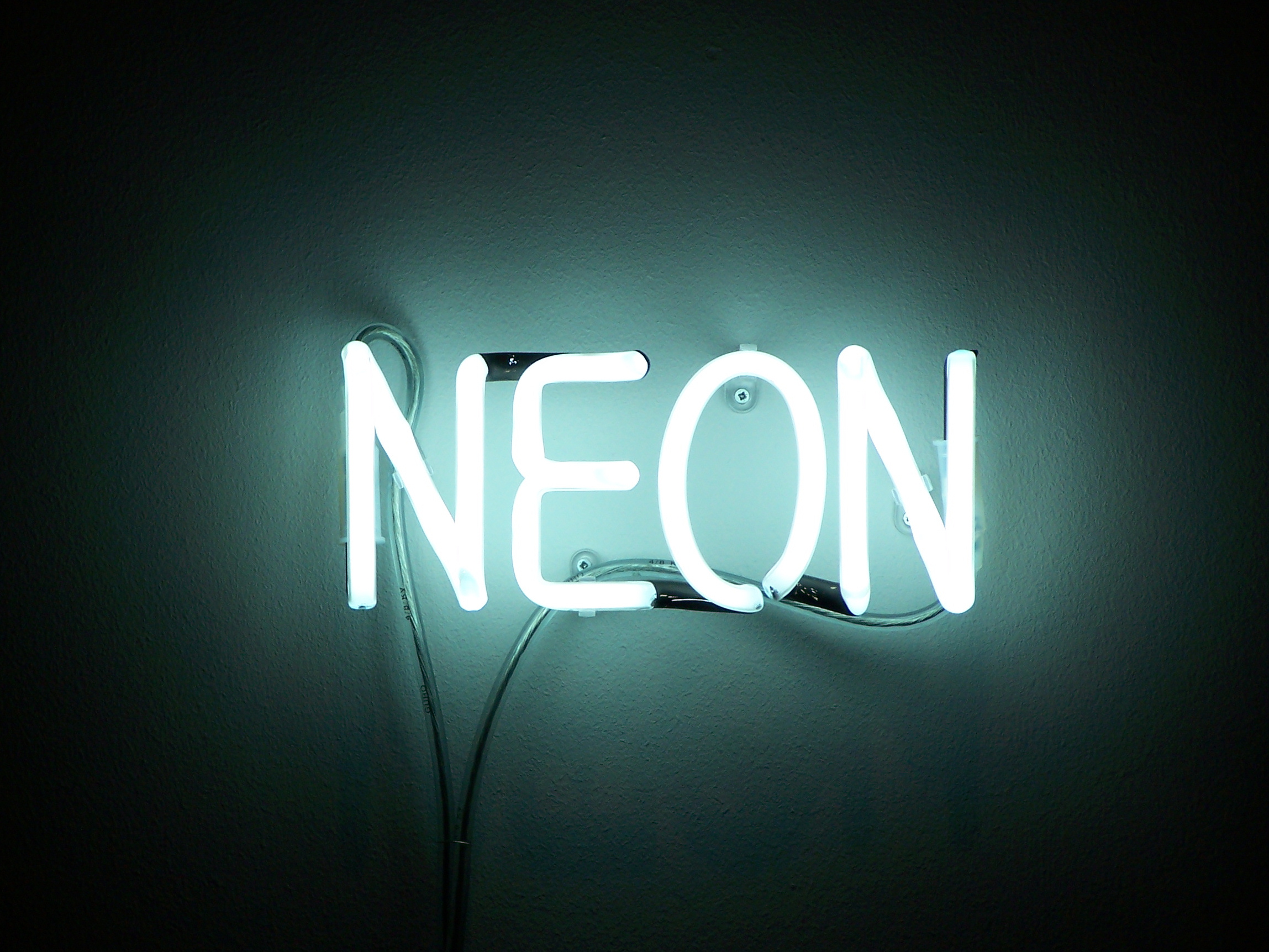
發亮的霓虹燈近照

霓虹燈是一種內含氣體的燈，通常用於廣告或招牌等用途。 “霓虹灯”是半英语音译：“霓虹”发音近似于英语的“neon”（氖）并在汉语裏有彩虹的含义。城市霓虹燈招牌属于一种特殊的大型氖灯。管內氣體的實際成份為99.5%氖氣及0.5%氬氣，比純氖氣有較低的運作電壓。

## 历史

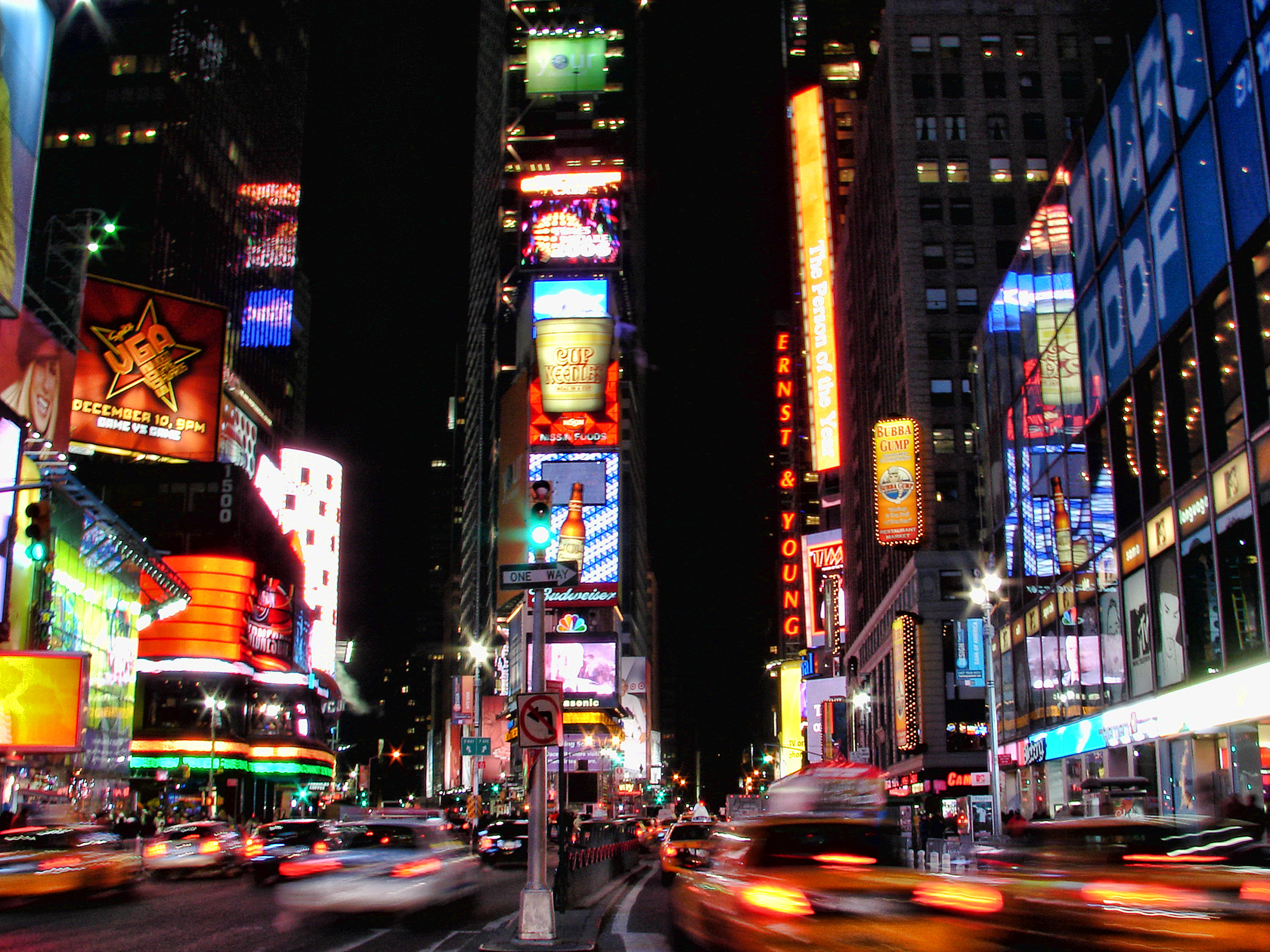
紐約時報廣場

霓虹燈首先由尼古拉·特斯拉（Nikola Tesla）在1893年的芝加哥博覽會進行示範，但其創意並未有申請專利。
威廉·拉姆齐在追逐稀有气体的过程中，发现这类气体于放电灯中会发出特异鲜明的色彩。
巴黎电气工程师及发明家喬治·克勞德修改了前爱迪生员工 Daniel McFarlan Moore的设计，解决了一些实际工程问题后，于1910年获得霓虹燈专利，并在当年12月巴黎车展（法語：Salon de l'Automobile）向公眾展示；两年后的1912年，于蒙马特大道的一家理发店安装了世界上的第一块霓虹广告牌。
20世纪20年代早期，霓虹灯进入美国；受同一时期装饰风艺术（Art Deco）影响，霓虹灯大行其道，迅速在营业场所流行，并且在体积和亮度上均有提升。在1960年代末，约翰逊夫人在美国推行“美化”运动（Beautification Act），限制霓虹灯的无节制使用，也造成了在美国的收束。
另一方面，霓虹灯也来到了东方，上海及香港成为霓虹灯招牌大放异彩之地。1926年，上海南京路伊文思图书馆的橱窗里出現了中国第一个霓虹灯广告。1927年，上海中央大旅社用上了第一个国产的霓虹灯。截至1949年，中国本土霓虹灯工厂已有三十多家，生产了数万个霓虹灯管。
1949年后，中国大陆风向转变，泛滥的霓虹灯招牌成为资产阶级腐朽意象，如以1964年电影《霓虹灯下的哨兵》为代表，进行隐喻刻画。
小型化的，用于显示数码的霓虹灯，被称作辉光管，应用在电子计算机等设备上，相比白炽灯的原理有着更低的发热而受到欢迎；但之后被更具优势的發光二極管（LED）取代。

## 原理
充在燈管中能發出紅光的種氣體是氖氣。但是單是紅色的霓虹燈是不夠的。若要霓虹燈產生不同的色彩，這時需要以綠、黃色，藍色、白色的螢光粉作為輔助。
例如將藍色的螢光粉塗在玻璃管的內壁上，把玻璃管彎製成所需要的文字或花紋圖案後裝上電極，並把玻璃管內的空氣抽乾淨，再充進氖氣，即成粉紅色的霓虹燈。
但如果塗上了藍色螢光粉的燈管中充入氬氣和水銀，就成了藍色的霓虹燈；若塗有綠色螢光粉的燈管中充入氖氣，就成了橙紅色；如果把氖氣改為氬氣和水銀，便會成為綠色霓虹燈。
稀有气体高压放电的技术也移植到摄影用闪光灯上，但使用的是氙气，其发光特性类似阳光。

## 氣體及其電場下的顏色
使用於霓虹燈管中的氣體一般情況下都是作無色無味的惰性氣體，但通電後卻會呈現出不同顏色：

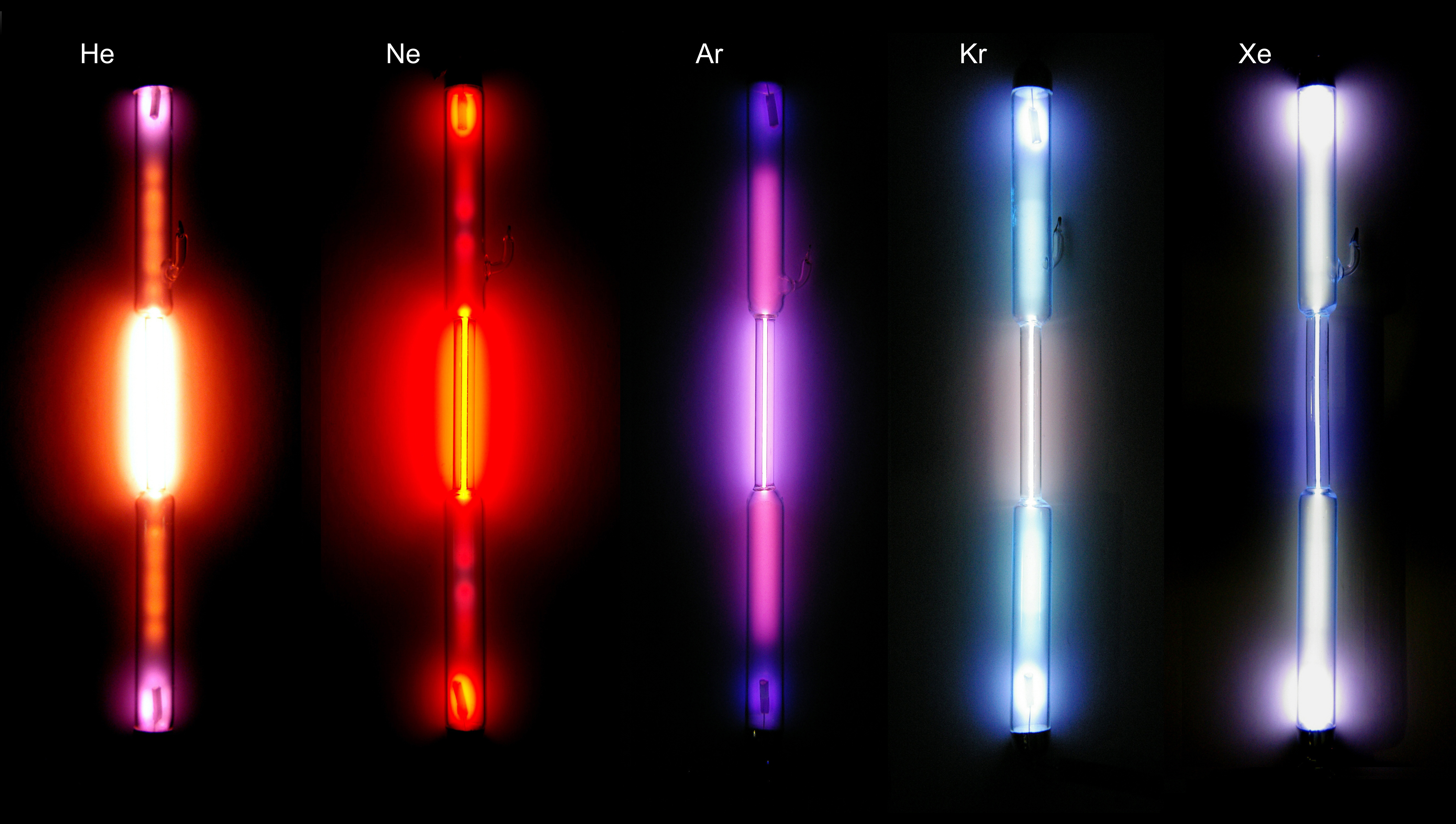
顏色對比（氦、氖、氬、氪、氙）

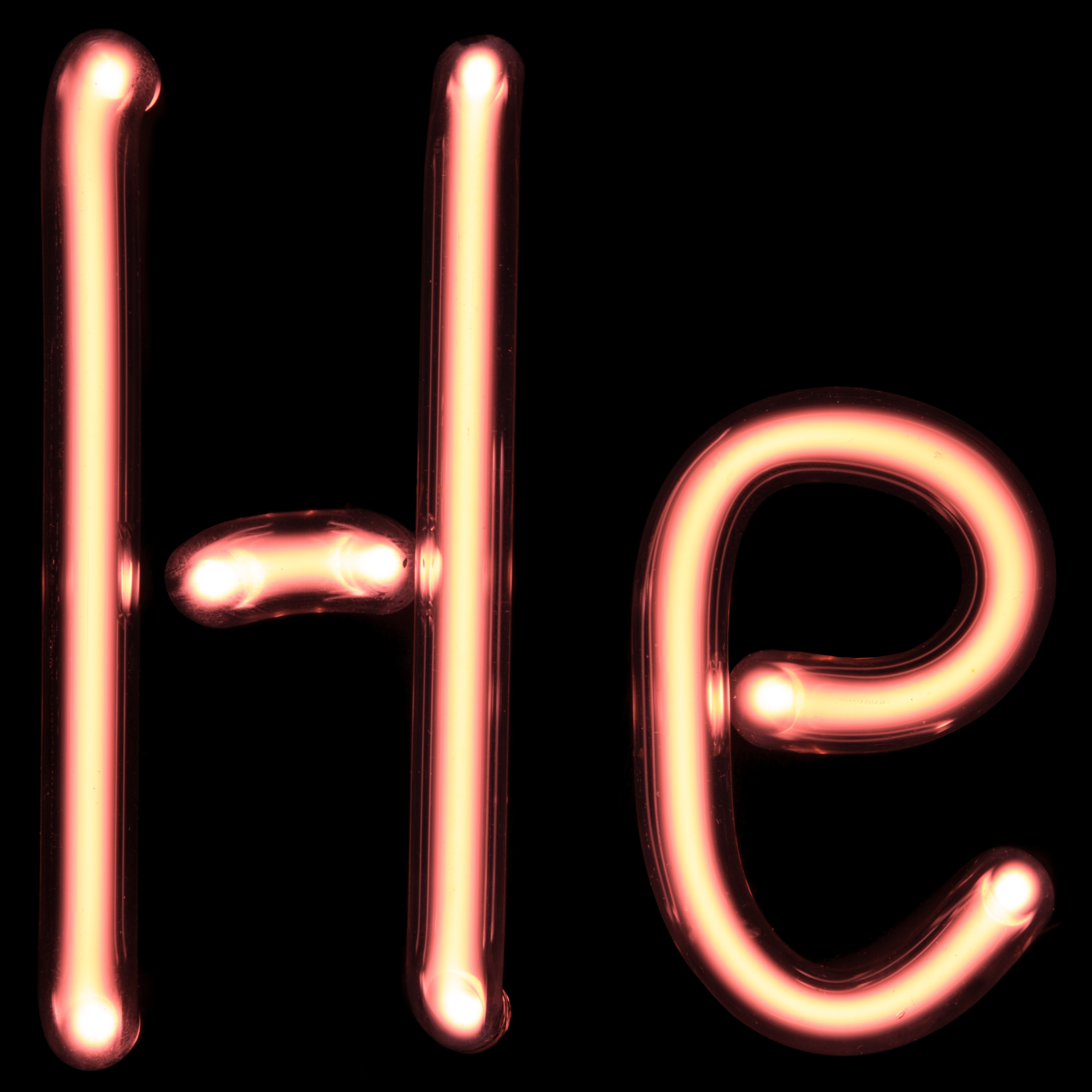
氦氣（紅橙色）
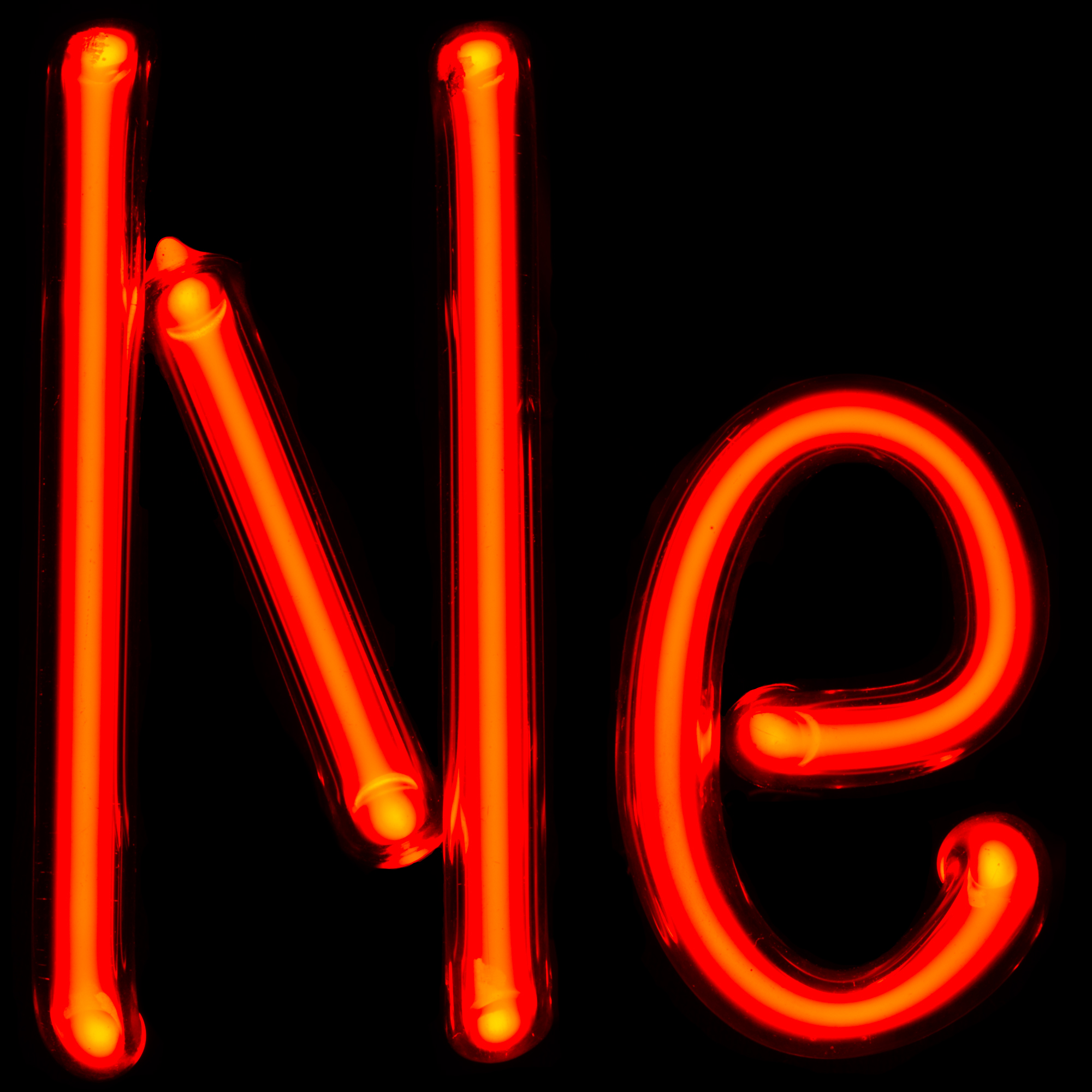
氖氣（橙紅色）
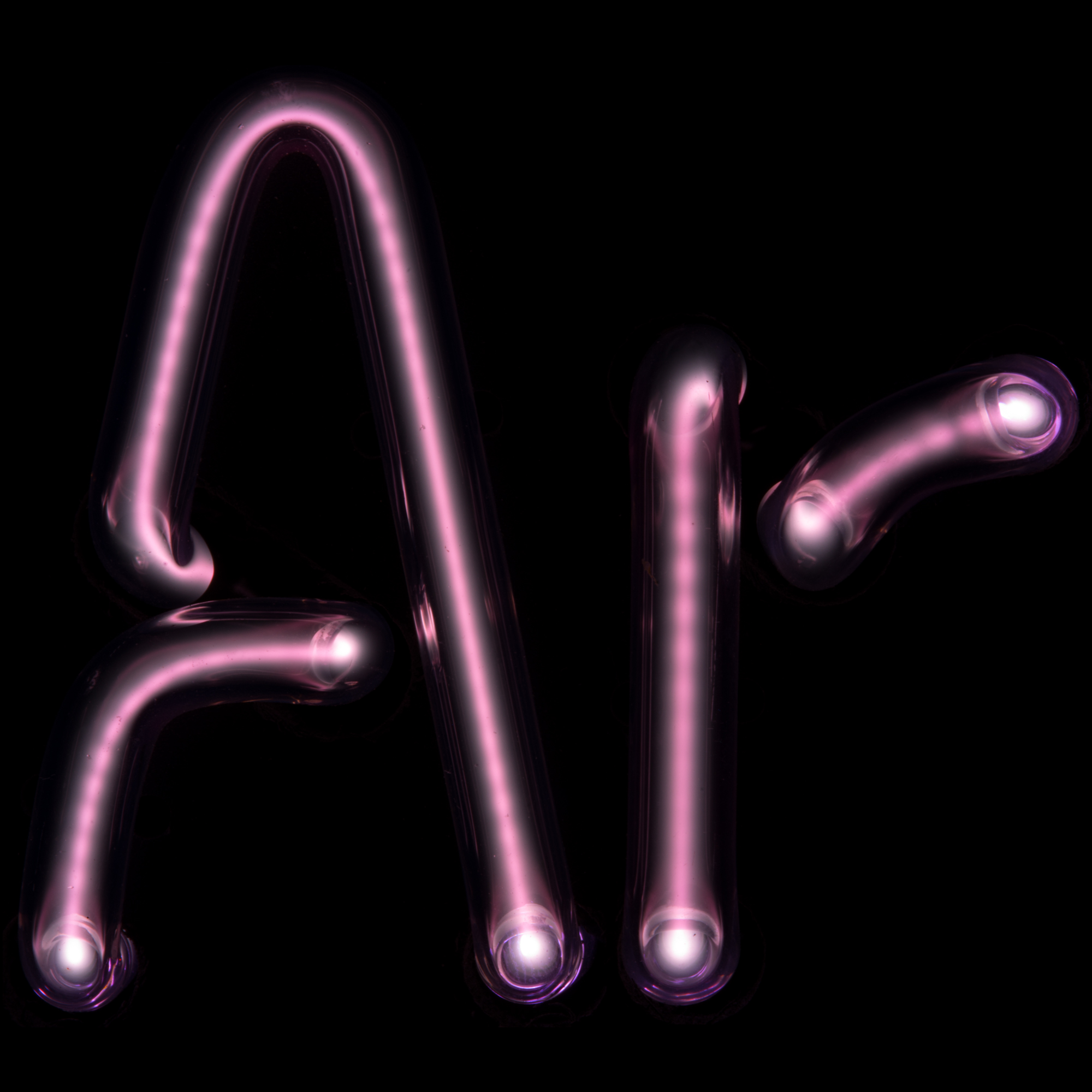
氬氣（紫色）
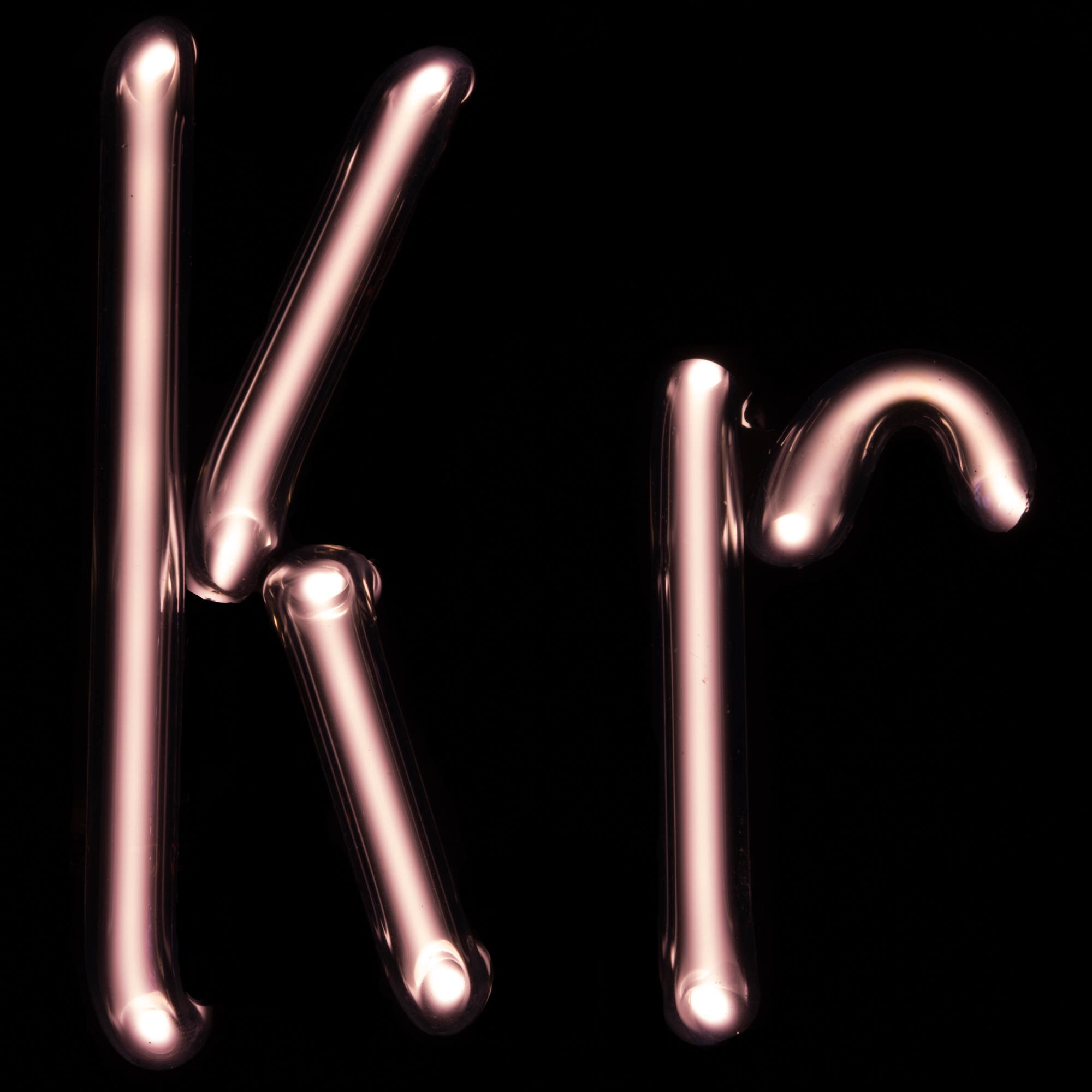
氪氣（白色）
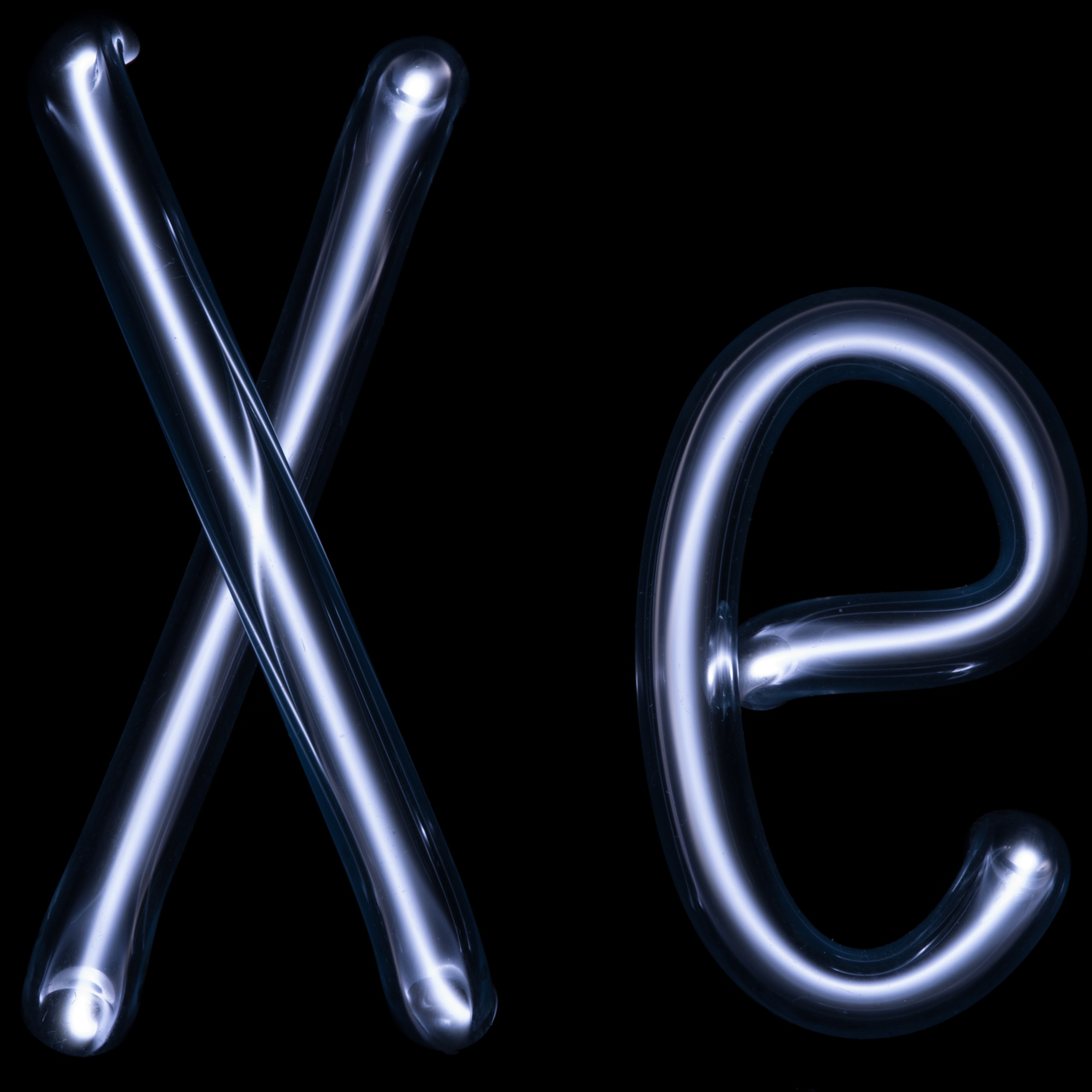
氙氣（藍色）

## 資料出處
1. 杨德壬，【十万个为什么（新世纪版）6化学篇II】，（2001年，商务印书馆）
2. Diana Snapes.（1989）. Meet the First 30 Elements. Science Teachers' Association of Victoria.